# ツール・ド・フランス1913
ツール・ド・フランス1913は、ツール・ド・フランスとしては11回目の大会。1913年6月29日から7月27日まで、全15ステージ、全行程5388kmで行われた。この大会から総合成績争いはポイント制から時間制に再度改められた。

## 総合成績
| 順位 | 選手名                     | 国籍           | 時間            |
| ---- | -------------------------- | -------------- | --------------- |
| 1    | フィリップ・ティス         | ベルギー       | 197時間54分00秒 |
| 2    | ギュスタヴ・ガリグー       | フランス       | +8分37秒        |
| 3    | マルセル・ビュイス         | ベルギー       | +3時間30分55秒  |
| 4    | フィルマン・ランボー       | ベルギー       | +4時間12分45秒  |
| 5    | フランソワ・ファベール     | ルクセンブルク | +6時間26分04秒  |
| 6    | アルフォンス・スピーセンス | ベルギー       | +7時間27分52秒  |
| 7    | ウジェーヌ・クリストフ     | フランス       | +14時間06分35秒 |
| 8    | カミッロ・バルタレッリ     | イタリア       | +14時間21分38秒 |
| 9    | ジョセフ・ファンダーレ     | ベルギー       | +16時間39分53秒 |
| 10   | エミール・アンジェル       | フランス       | +16時間52分34秒 |

### 総合首位者
| 選手名                   | 国籍     | 首位区間      |
| ------------------------ | -------- | ------------- |
| ジョヴァンニ・ミケロット | イタリア | 第1           |
| ジュール・マセリス       | ベルギー | 第2           |
| オディル・デフライエ     | ベルギー | 第3-第5       |
| フィリップ・ティス       | ベルギー | 第6、第9-最終 |
| マルセル・ブイセ         | ベルギー | 第7-第8       |